# 2598 Merlin
2598 Merlin è un asteroide della fascia principale. Scoperto nel 1980, presenta un'orbita caratterizzata da un semiasse maggiore pari a 2,7870848 UA e da un'eccentricità di 0,2151211, inclinata di 7,77169° rispetto all'eclittica.
Prende il nome da Merlino, il leggendario mago che aiutò re Artù.